# Vodní tvrz Albrechtice
Vodní tvrz Albrechtice, poprvé zmiňována v roce 1424, je dnes archeologická lokalita v obci Velké Albrechtice, okres Nový Jičín. Historicky je datována do období přelomu 13. a 14. století, možná až do konce 15. století. Tvrz se nacházela na dnešním ostrově uprostřed rybníka. Celkový výměra dle informace z CUZK je 6996 m².

## Historie

### Potvrzení existence
V roce 1921 Ing. Gustav Stumpf provedl archeologický průzkum. Průzkum provedl pouze v místě dnešního ostrova. Existenci obydleného místa dokázaly některé archeologické nálezy středověké keramiky např. úlomky loštických pohárů, nádob a úlomků kachlů převážně z 15. století.

### Vznik a vlastníci tvrze
První zmínka o tvrzi je z roku 1424 v listinách pánů z Kravař, a to k bíloveckému panství, jehož součásti byla vesnice Albrechtice.
Část vesnice vlastní (sedí zde) opavská knížata Václav II., Vilém I. a Arnošt, a to od roku 1437. Tento díl v prosinci 1438 zastavili za 10 hřiven kopových (tedy 10× 60 grošů) bratrům Mikulášovi a Václavu Zajíčkovi z Hošťálkovic u Hlučína. Od roku 1464 tento díl drží jen Václav Zajíček, který je v roce 1467 prodává bratrům Mikulášovi a Václavovi Fulštejnům z Vladěnína a na Bílovci.
Druhý díl měli páni z Kravař. Někdy před rokem 1447 ves napadl loupeživý rytíř Jan z Messenpeku a na Rožnově (sídlil také na hradě Helfštýn). Václav z Kravař jej žaloval u moravského zemského soudu. Po roce 1447 drží podíl Jan z Doloplaz, Václavův syn. Ten pak prodal svůj podíl vesnice Mladotovi z Potštátu (snad člen rodu Podstatští z Prusinovic). Mladota byl uváděn ještě v roce 1464. Později obec vlastnil Merta z Prusinovic a Podštátu.
V letech 1447–1464 drželi díl vesnice bratři Smil a Oldřich Kobylkové z Kobylího. V roce 1449 pak Markéta z Kobylího a Albrechtic (možná Smilova žena). Ta v témže roce žalovala k soudu jistého Tomana z Kovalovic. Dne 2. ledna 1453 prodal Oldřich Kobylka z Kobylího svůj podíl Tomanovi z Kovalovic. V roce 1464 vlastnila svůj díl Albrechtice stále Markéta z Kobylího a Albrechtic a bere do „spolku“ svého manžela Bohuslava Kokorského z Kokor.
Před rokem 1476 vlastnili neupřesněnou část vesnice páni z Děhylova, kteří jej postoupili Anežce z Domamyslic, která pak byla zde uváděna v letech 1476–1485. V roce 1486 prodala manství Bohuslavovi Kokorskému z Kokor. Ten celu vesnici Albrechtice, spolu s Lubojaty prodává k Bílovci.
V té době, resp. po roce 1486, zaniká vodní tvrz, protože zde již nesídlilo žádné panstvo. Vše bylo řízeno z Bílovce.

## Současnost
V současné době místo bývalé tvrze vlastní obec Velké Albrechtice, č. p. 119, 74291 Velké Albrechtice.
Místo je zapsáno u NPÚ, v památkovém katalogu jako středověká vodní tvrz. Památkově chráněno je od 3. květen 1958, do katalogu bylo zapsáno 17. října 1966, pod ev. číslem 29789/8-1695 dle ÚSKP.
Obec Velké Albrechtice požádala o dotaci v rámci projektu "Management vodních zdrojů v CHKO", položka č.13.
Veřejnosti je místo (ostrov) nepřístupné. Přístupné je pouze okolí rybníka, kde vykonává rybářské právo Rybářský spolek Velké Albrechtice o.s.
Místo bylo zapojeno do oblíbeného geocachingu.

## Galerie

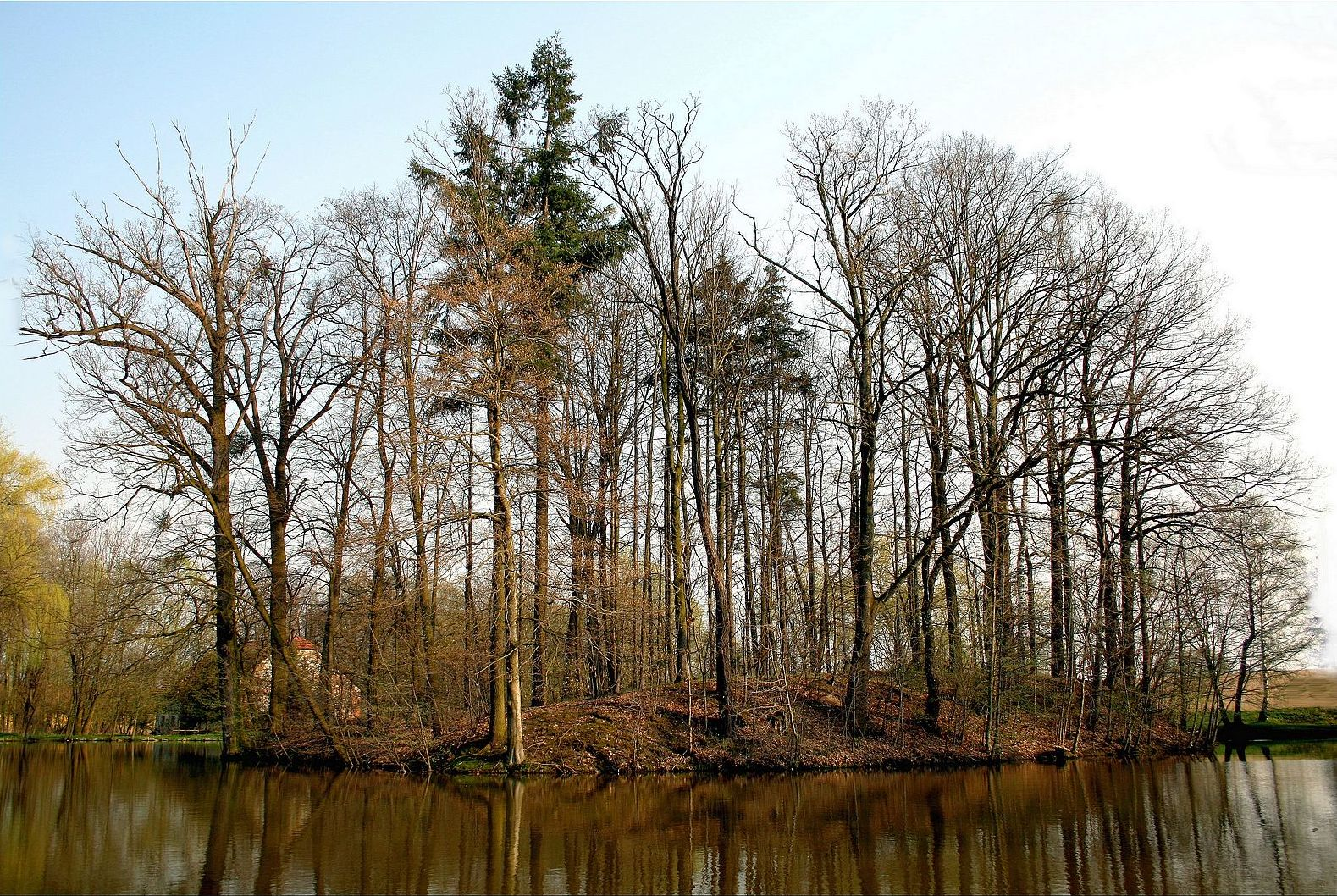
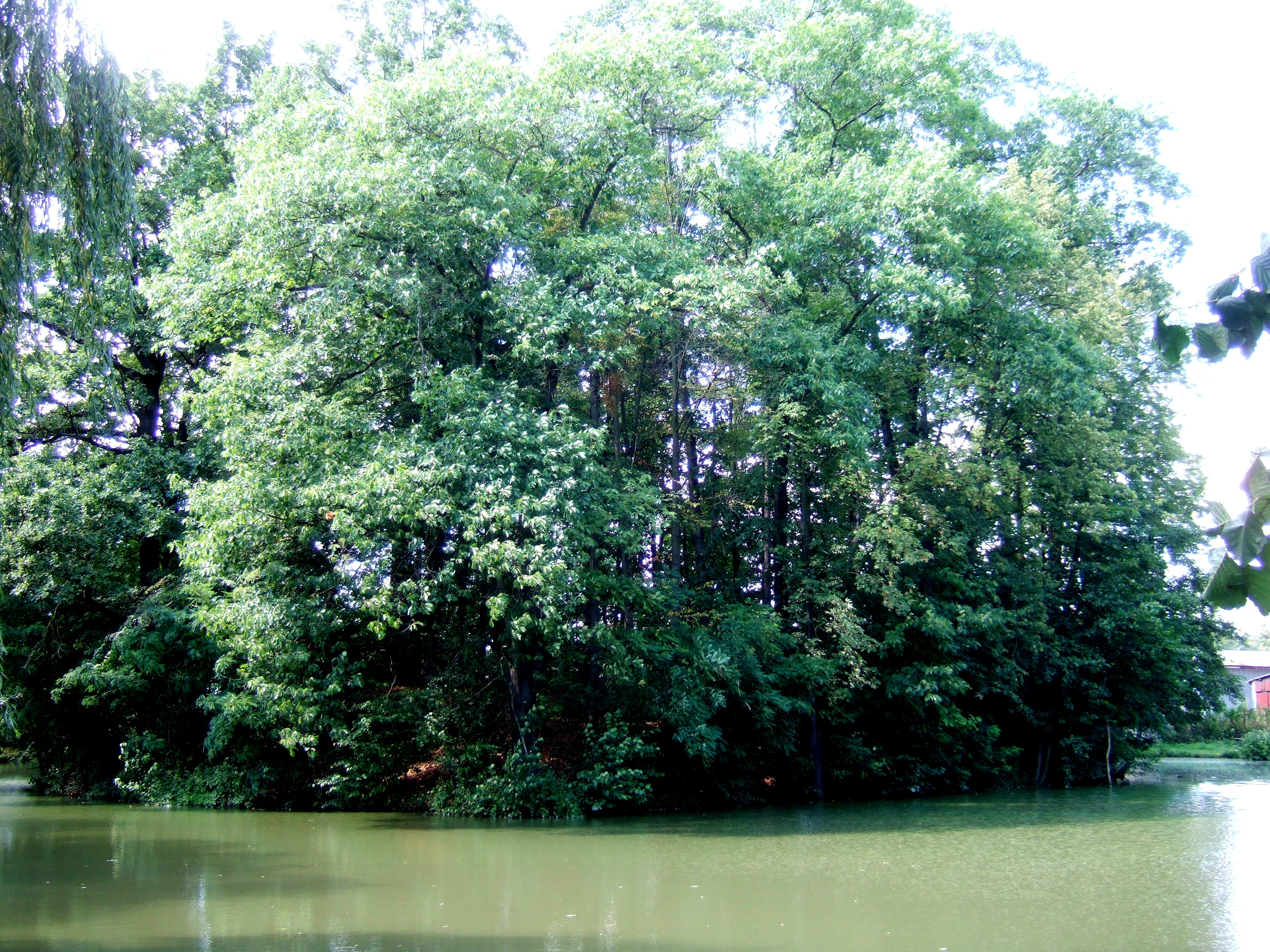
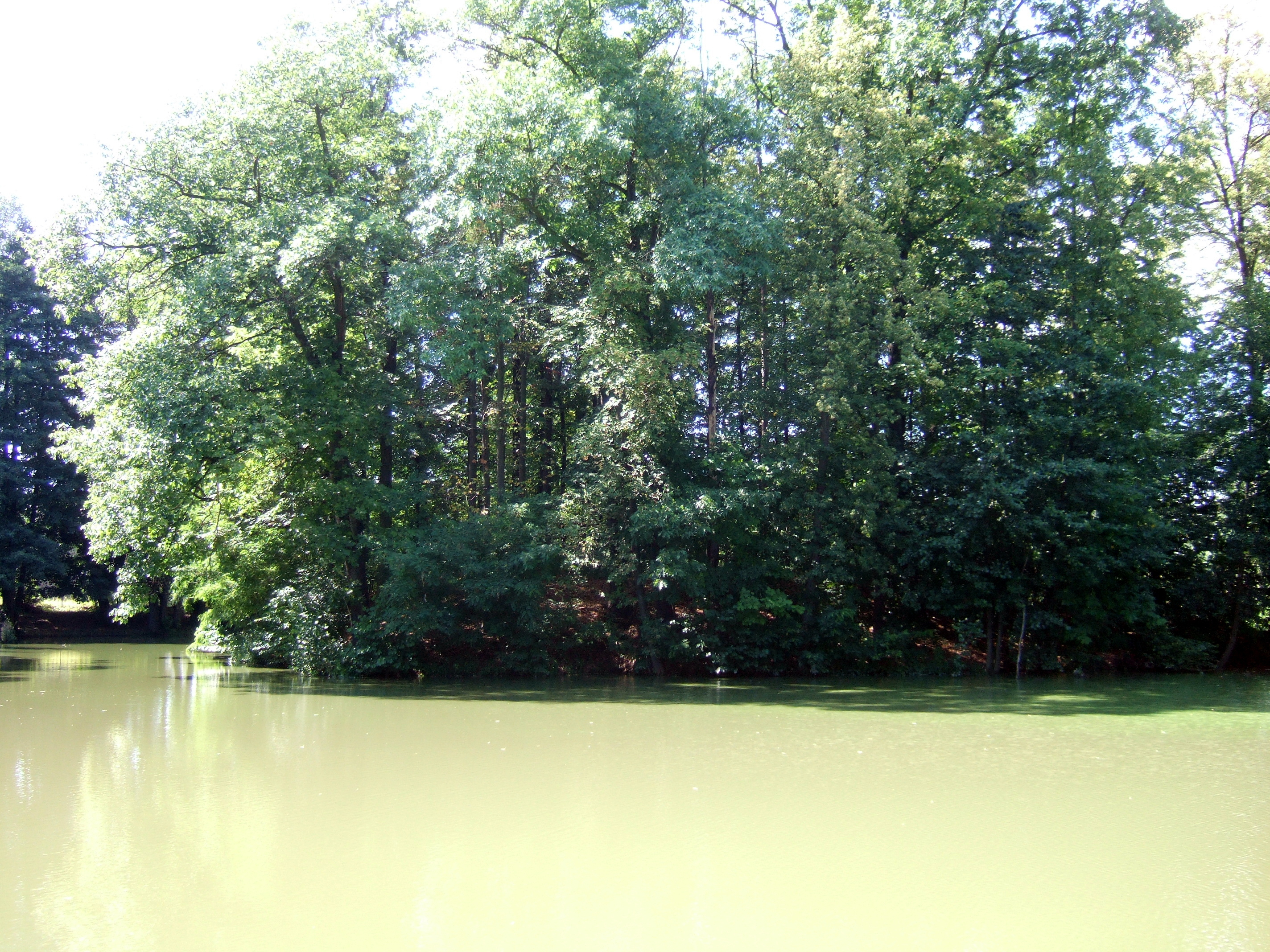
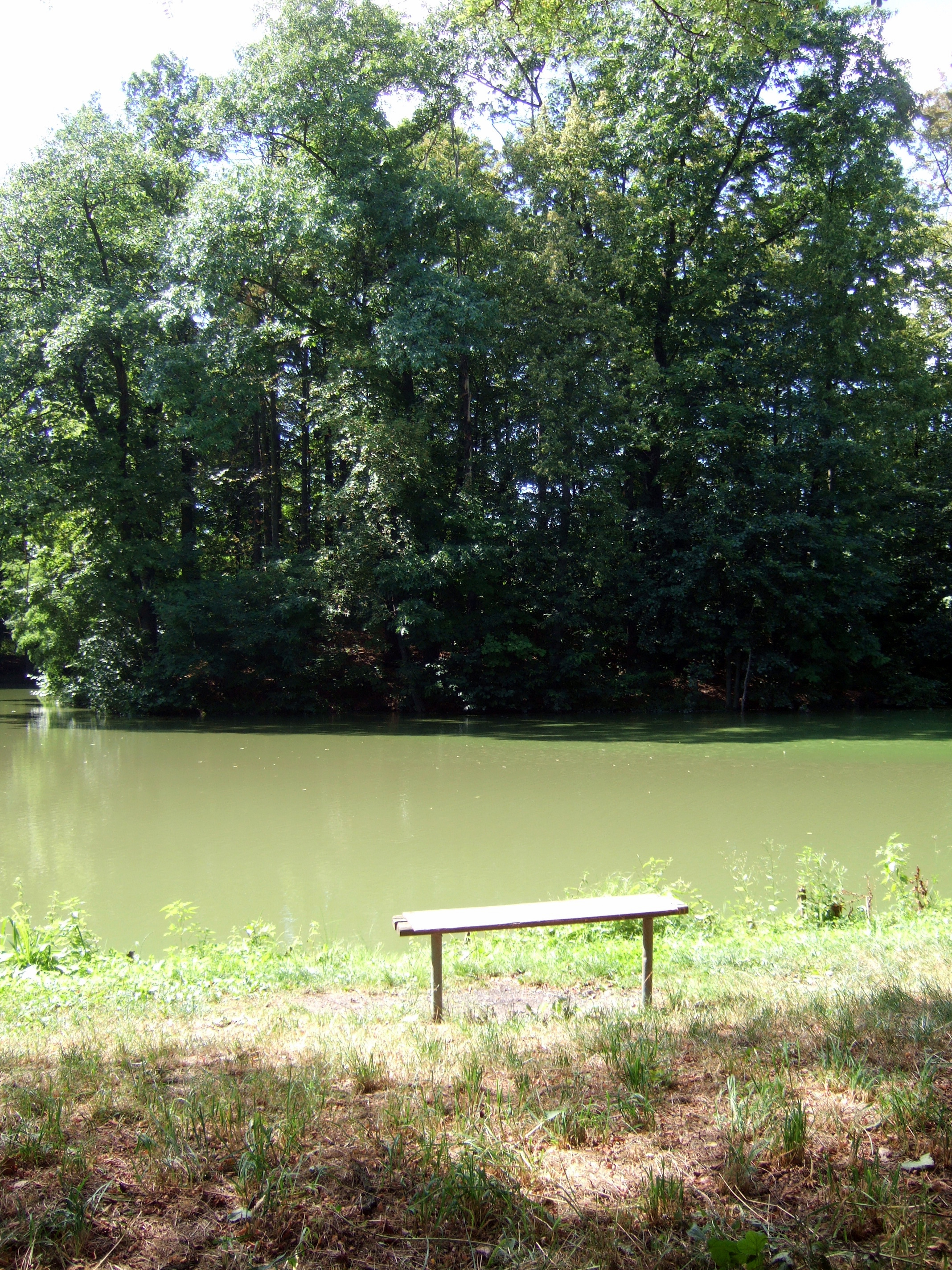
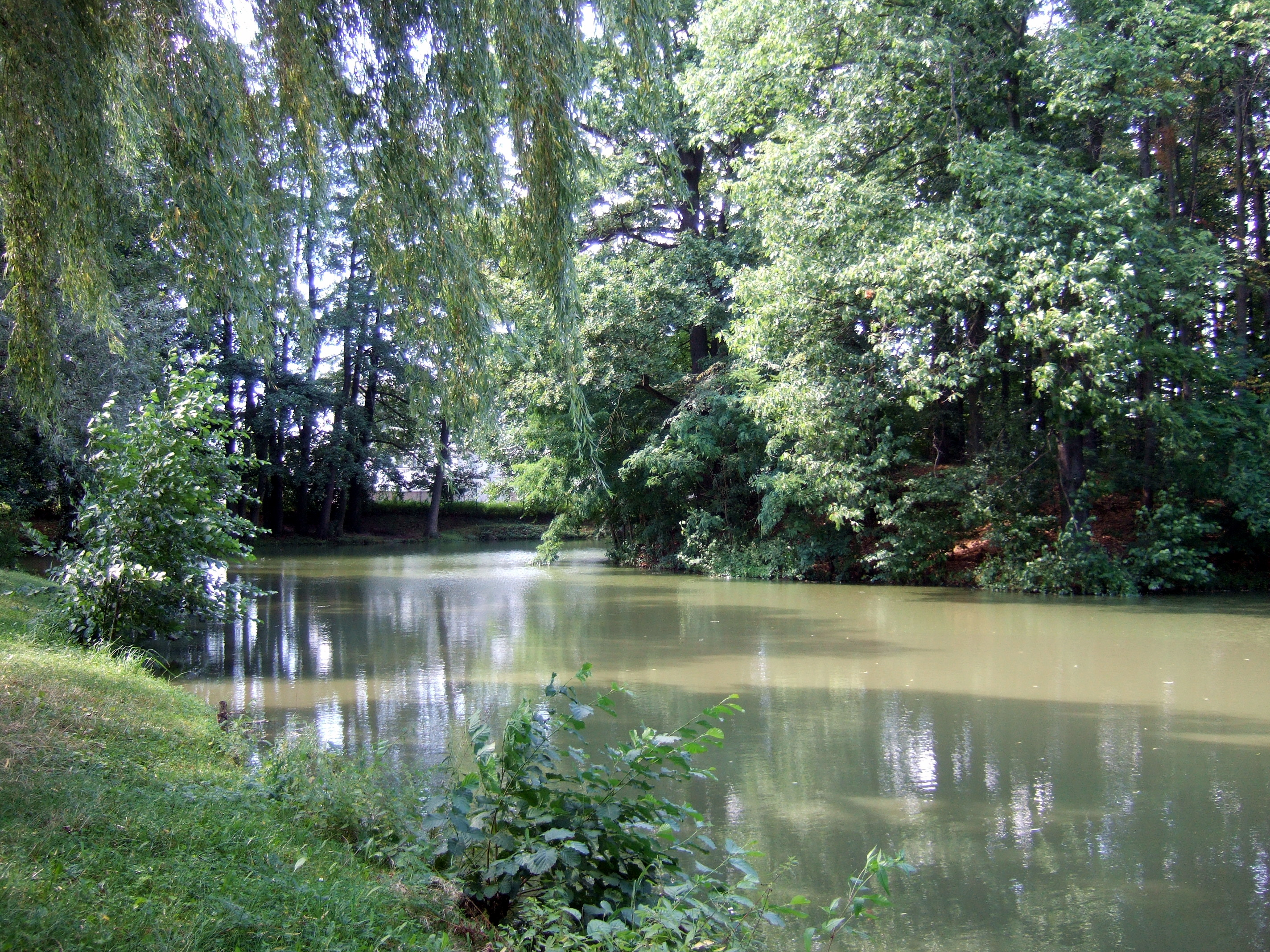